# Andrena albiculta
Andrena albiculta is een vliesvleugelig insect uit de familie Andrenidae. De wetenschappelijke naam van de soort is voor het eerst geldig gepubliceerd in 1917 door Henry Lorenz Viereck.